# Killalla
Killalla del Fulgor, es un personaje ficticio de cómics en el Universo DC. Su primera (y única) aparición es en la historia "El Corazón de una Estrella", de la serie Endless Nights (Noches Eternas) de Neil Gaiman. Ahí se le presenta, casi al comienzo de los tiempos, como una entidad alienígena relativamente avanzada, de tez azul y la capacidad de manipular el "brillo" o "fulgor", en forma de llamas de color verde. 
En la historia, es la amante de Sueño de los Eternos, quien la describe como una "alto sacerdote-artista-policía" de su planeta, Oa. Se la considera, por lo tanto, como una Maltusiana u Oana, antecesora de los Guardianes del Universo y las Zamarons.
Durante la historia, Killalla conoce a la personificación de Sto-Oa, la luz de Oa, la estrella verde del Sistema planetario del Centro del Universo. Una vez se ha recuperado de la revelación de conocer a su sol, Killalla besa a Sto-Oa, iniciando así un romance que duraría durante toda su vida mortal. Luego de su muerte, Sto-Oa alojó el cuerpo de Killalla en su propio centro, convirtiéndose así en el corazón de la estrella.
- Datos: Q5959665